# オリクトドロメウス
オリクトドロメウス（Oryctodromeus　「穴を掘るランナー」の意味）は白亜紀中期に現在の北アメリカに生息した小型の鳥脚類恐竜の属の一つである。化石はモンタナ州南西部のブラックリーフ層（Blackleaf Formation）およびアイダホ州南東部のワイアン層のいずれも白亜紀中期セノマン期の9500万年前の地層から発見されている。小型でおそらく足の速い草食恐竜の科であるヒプシロフォドン科（Hypsilophodontidae）に属し、初めて穴を掘る習性の証拠が示された恐竜である。

## 特徴
オリクトドロメウスはブラックリーフ層で発見されたホロタイプMOR 1636aに基づいており、この標本は成体の部分骨格であり、前上顎骨（上のくちばし）、部分的な脳函、3つの頸椎、6つの胴椎、7つの仙椎、および23個の尾椎、肋骨、肩帯、手、両側の脛骨、不完全な腓骨、1つの中足骨が含まれている。2個体の追加的な標本が発見されており、いずれも幼体で、MOR 1636aの55%-65%の大きさで標本番号MOR 1636bとされている。この他ワイアン層からは多数の部分的部分骨格が発見されている。オリクトドロメウスは当初は骨化した尾の腱を欠いた状態で記載された。しかし、ワイアン層の標本から胴椎、仙椎、尾椎に分厚い腱の網目が存在していることがわかった。
おそらくこれは以前に考えられていたより骨化腱が柔軟であることを示している。
ブラックリーフ層の標本については顎、前肢および骨盤に土を掘って移動するための適応があることが記載された。
筆者らはオリクトドロメウスにはモグラ、ハリモグラ、ウォンバットといった穴掘り専門の動物に比べると前肢の適応が少ないと指摘している。しかしアードウルフ、モルモット、ハイエナ、ウサギなどのように走ることにも穴を掘ることにも適応した動物よりはいくぶん適応しているとした。二足歩行であるため、走ることに影響をあたえず、前肢を変化させることが可能なためである。
分岐学的な解析によると、オリクトドロメウスは基底的な真鳥脚類に配置され、ヒプシロフォドン科のオロドロメウス（Orodromeus）やゼフィロサウルス（Zephyrosaurus）など白亜紀のモンタナ州に生息した属に近縁であることが分かった。オロドロメウスおよびゼフィロサウルスは幅の広い吻部など穴を掘ることに適応した特長をオリクトドロメウスと共有している。加えて、オリクトドロメウスの標本では巣穴の中にいたことを示すものも同様に保存されていた。これはヒプシロフォドン科が穴居性動物であることを示唆する最初の証拠というわけではない。ロバート・バッカーは1990年に非公式なものとしてジュラ紀のワイオミング州に生息したドリンカー（Drinker）が穴居性動物であるという主張をしている。しかし、これは未だ出版されていない。

## 巣穴
3個体のオリクトドロメウスが地下のねぐら、もしくは巣穴に埋まった状態で発見されている。この穴は長さ2 m、幅70 cmほどであった。これらの骨格は密集して押し込まれ、関節しておらず、巣穴の中で死んで腐敗したことが示唆される。これらの巣穴は現在のハイエナやツノメドリ属のものに似ている。内部は砂で満たされており、結果として周囲が泥岩や粘土岩なのに砂岩となっている。  
保存された巣穴の区割りには２つの形態があり、様々な大きさの2次的な砂岩の筒（断面は数cm）が付属しており、おそらく小型の片利共生者が巣穴にいたようだ。巣穴は推定上の成体の大きさに適合しており、掘ったのが成体のオリクトドロメウスあることが示唆される。

## 純古生物学
オリクトドロメウスは一般的なヒプシロフォドン科の属と同様に小型で、素早い草食動物であった。この側面は名前にも反映されており、Oryctodromeus cubicularis とは「巣穴を掘って走るもの」という意味であり、この推定上の生活様式に言及したものである。成体では体長2.1 m、体重22-33 kgほどで、幼体では1.3 mほどであった。幼体が成体とともに見つかったことから、子供を保護していたことが示唆され、少なくとも巣穴を作る動機の一つは子育てのためであるようだ。幼体の大きさからは子育ての期間が長かったことが示唆される。

## 参照
1. 1 2 3 4 5  Varricchio, David J.; Martin, Anthony J.; Katsura, Yoshihiro (2007). “First trace and body fossil evidence of a burrowing, denning dinosaur”. Proceedings of the Royal Society B: Biological Sciences 274 (1616):  1361–8. doi:10.1098/rspb.2006.0443. PMC 2176205. PMID 17374596 2007年3月22日閲覧。.
2. 1 2  Krumenacker, L. J., 2010. Chronostratigraphy and paleontology of the mid-Cretaceous Wayan Formation of eastern Idaho, with a description of the first Oryctodromeus specimens from Idaho. BYU MS thesis."
3. ↑  Buchholz, Peter (1998年3月16日). “Drinker and burrowing”. 2007年3月22日閲覧。
4. ↑  Hecht, Jeff (2007年3月21日). “Dinosaur digger found in its own burrow”. News Service (New Scientist.com) 2007年3月23日閲覧。
5. ↑  Owen, James (2007年3月21日). “Digging Dinosaur Discovered Inside Fossil Den”. National Geographic News (National Geographic) 2007年3月23日閲覧。
6. ↑  “Asteroid may have forced dinosaur to dig”. Science & Nature (The Australian: Keeping the Nation Informed). (2007年3月22日) 2007年3月23日閲覧。